# Îlet Mangue à Laurette
L'îlet Mangue à Laurette est un îlet inhabité situé dans le Grand Cul-de-sac marin, appartenant administrativement à Sainte-Rose en Guadeloupe.

## Géographie
Il fait partie du Parc national de la Guadeloupe et fait face à la pointe Granger. Selon la plus haute autorité internationale en matière de délimitation des mers, l'Organisation hydrographique internationale (OHI), dans sa publication de renommée mondiale, « Limites des océans et des mers », 3e édition de 1953 il fait donc partie de la mer des Caraïbes comme l'ensemble de la Guadeloupe.